# Marilyn Yalom
Marilyn Yalom (* 10. März 1932 in Chicago als Marilyn Koenick; † 20. November 2019 in Palo Alto) war eine US-amerikanische Literaturwissenschaftlerin, Geschlechterforscherin und feministische Sachbuchautorin.

## Leben
Marilyn Yalom wuchs in einer jüdisch-russischen Emigrantenfamilie in Washington, D.C. als mittlere von drei Schwestern auf.
Sie studierte Vergleichende Literaturwissenschaft in Paris an der Sorbonne, wo sie 1953 ein Diplom erhielt. 1954 schloss sie ihr Studium mit dem Bachelor am Wellesley College ab und 1955 mit dem Master (Master of Arts in Teaching) in Französisch und Deutsch in Harvard. 1963 promovierte sie an der Johns Hopkins University mit der Dissertation The Myth of the Trial in the Works of Camus and Kafka. Anschließend war sie als Professorin für Französische Literatur an der California State University in Hayward sowie an der Fakultät der Universität von Hawaii und lehrte in Stanford. Von 1976 bis 1987 war sie stellvertretende Direktorin des neu gegründeten Centre for Research on Women (Zentrum für Frauenforschung) der Stanford University, das später in Clayman Institute for Gender Research (Clayman Institute für Geschlechterforschung) umbenannt wurde.
Seit ihrem Rücktritt im Jahr 1987 als stellvertretende Direktorin des Clayman Instituts, an dem sie weiterhin als Senior Scholar lehrte, legte Yalom ihren Fokus auf das Schreiben von Sachbüchern zu Themen der Kunst-, Kultur-, Sozial- sowie Medizingeschichte. Ihr Buch The Social Sex. A History of Female Friendship erschien 2017 in deutscher Übersetzung unter dem Titel Freundinnen. Es ist die erste Kulturgeschichte über Frauenfreundschaften der vergangenen 2000 Jahre, beginnend mit der Bibel bis ins 21. Jahrhundert.
Marilyn Yalom war ab 1954 mit dem Psychiater Irvin D. Yalom verheiratet. Das Paar hatte vier Kinder und lebte in Palo Alto, Kalifornien, wo Marilyn Yalom im November 2019 im Alter von 87 Jahren starb.

## Auszeichnungen
- 1992: Ordre des Palmes Académiques für ihre Beiträge zur französischen Kultur

## Werke (Auswahl)
- The Social Sex. A History of Female Friendship, mit Theresa Donovan Brown (2013)
  - Freundinnen. Eine Kulturgeschichte. Deutsch von Liselotte Prugger (2017)
- How the French Invented Love. 900 Years of Passion and Romance (2012)
  - Wie die Franzosen die Liebe erfanden. 900 Jahre Leidenschaft. Deutsch von Michaela Messner ISBN 978-3-86220-038-2 (2013)
- The American Resting Place. 400 Years of History Through Our Cemeteries and Burial Grounds (2008)
- Birth of the Chess Queen (2004)
- A History of the Breast (1997)
  - Eine Geschichte der Brust. Deutsch von Olga Rinne (1998)
- A History of the Wife (2001)
- Maternity, Mortality, and the Literature of Madness, Blood Sisters. The French Revolution in Women's Memory (1993)
- Blood Sisters. The French Revolution in Women's Memory (1993)